# 小方武雄
小方 武雄（おがた たけお、1942年 <昭和17年> - ）は、日本の地方公務員、土木技術者。神奈川県県土整備部長、神奈川県都市整備技術センター理事長を歴任。勲位は瑞宝小綬章。

## 人物・経歴
1942年 神奈川県相模原市生まれ。1961年 神奈川県立湘南高等学校卒業。1966年 東京大学工学部土木工学科卒業。同年 神奈川県庁に入庁し、土木部道路建設課、1988年 横浜国立大学非常勤講師、1989年 (平成元年) 厚木土木事務所道路都市課長、1991年 同部道路管理課長、1993年 小田原土木事務所長、1996年 同部道路整備課長。1998年 同部技監、2001年 県土整備部長。2003年 財団法人神奈川県都市整備技術センター理事長。2007年 清水建設横浜支店顧問、2009年3月 退社。土木学会関東支部推奨土木遺産検討委員会委員。

## 著書
- 「県土は子孫からの預かりもの：土木行政３６年を振り返って」[1]
- 「神奈川における駅路に関する一考察」[3]
- 「かながわの街の歴史」[4]

## 栄典
- 2024年4月 令和6年春の叙勲で瑞宝小綬章を受章[5]